# 柯爾特AR-15半自動步槍
Colt AR-15是一款輕型、彈匣供彈、導氣式半自動步槍。它是M16步槍的半自動版本，銷往美國民用和執法市場。 AR-15中的AR代表ArmaLite步槍，以 20世紀50年代開發該步槍的公司命名。 柯爾特製造公司目前擁有AR-15商標，該商標專門用於其半自動AR-15步槍系列。

## 歷史

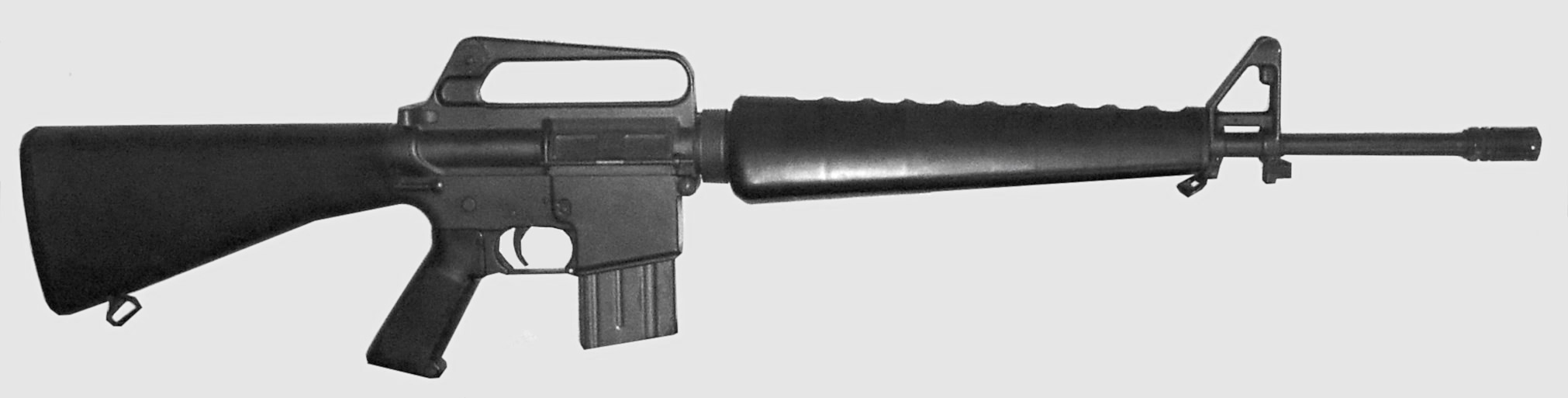
1973年出廠的柯爾特AR-15 SP1步槍，帶有“平板側”下機匣（彈匣釋放按鈕周圍沒有凸起的凸台）和原裝柯爾特20發盒式彈匣

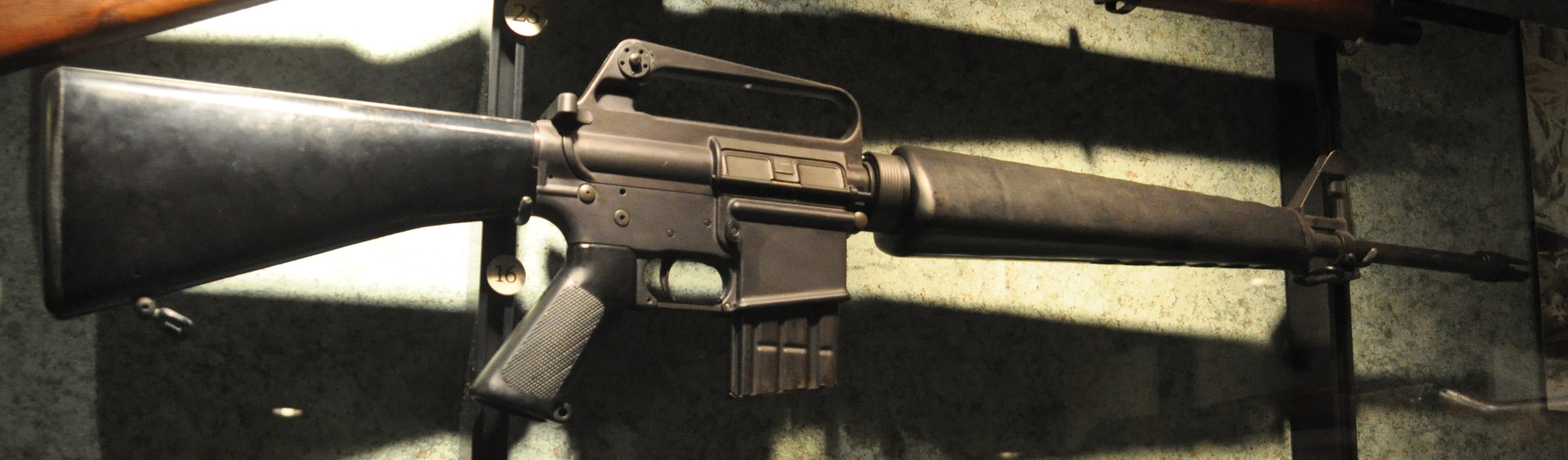
國家槍械博物館展出的柯爾特 AR-15。此示例配備了早期華夫格圖案的20發彈匣。

由於財務問題以及人力和生產能力方面的限制，ArmaLite於1959年將AR-15設計和 AR-15商標與ArmaLite AR-10一起出售給柯爾特製造公司。柯爾特於1964年開始銷售M16步槍的半自動版本，稱為柯爾特AR-15。   第一個量產版本是Colt AR-15 Sporter，採用.223雷明登子彈，配備20英寸槍管，配有5發彈匣。 此後，柯爾特製造了許多不同型號的AR-15步槍和卡賓槍型號，包括AR-15、AR-15A2、AR-15A3、AR-15A4等。
1994—2004年，聯邦攻擊武器禁令禁止在美國銷售新型AR-15。在此期間，柯爾特和其他公司繼續銷售合法版本。  2019年9月20日，柯爾特宣布，由於市場飽和，將不再生產供私人使用的AR-15。它仍將為警察和軍事單位生產AR-15。到2020年5月，市場條件的變化鼓勵柯爾特恢復生產並向私人用戶銷售。 

## 運行機制

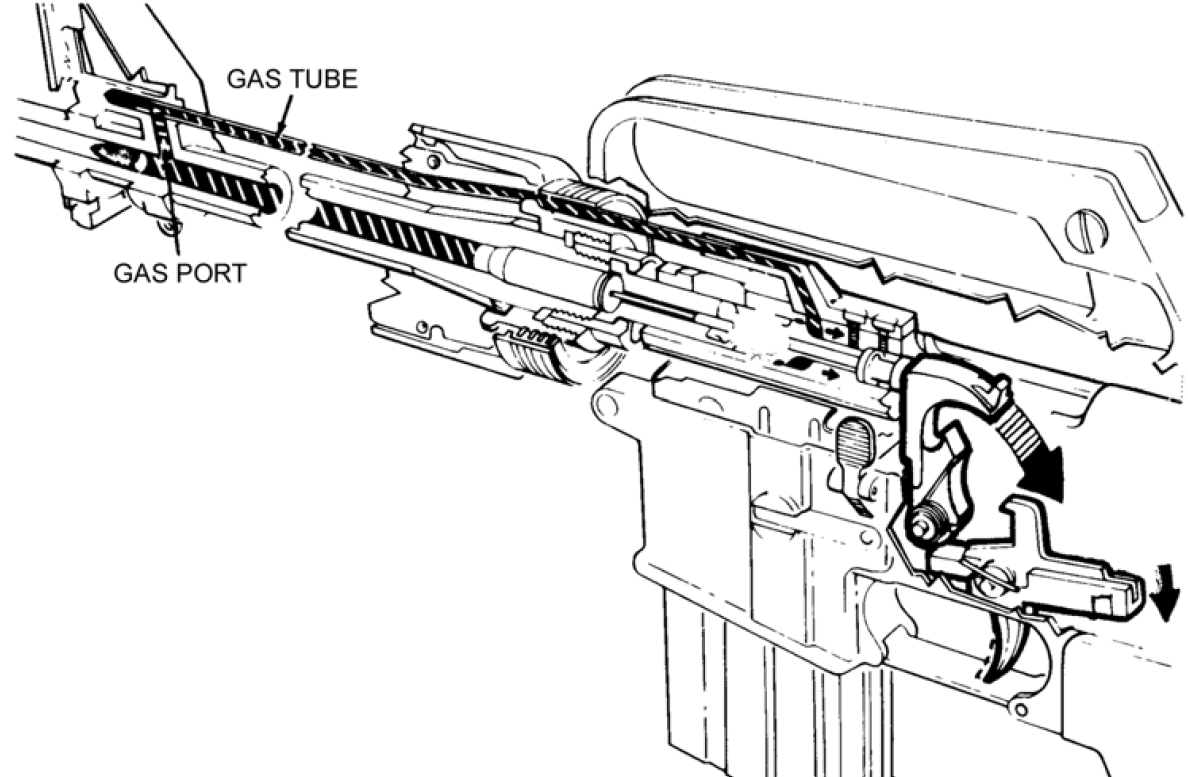
M16步槍射擊示意圖

美國專利第2,951,424號描述了原始AR-15中使用的循環機構。槍栓連動座充當可移動氣缸，槍栓本身充當活塞。這種機制通常被稱為“直接氣體衝擊”，儘管現在這被認為是一種誤解。 該機構現在被稱為“內部氣體活塞操作系統”。
當子彈經過位於步槍準星底座上方的導氣口時，氣體就會從槍管中排出。氣體膨脹到端口並沿著位於槍管上方的導氣管向下流動，該導氣管從前瞄準器底座延伸到AR-15的上機匣。此處，導氣管伸入“氣鍵”（槍機連動座鍵），該氣鍵接收氣體並將其輸送到槍機連動座中。 
此時，槍機通過鎖定凸耳鎖定到槍管延伸部中，因此膨脹氣體迫使槍機連動座向後移動一小段距離。當槍栓連動座向槍托移動時，位於槍栓連動座上的槽中的槍栓凸輪銷迫使槍栓旋轉，從而將其從槍管延伸部解鎖。一旦槍機完全解鎖，它就會開始與槍機連動座一起向後移動。槍機的向後運動將空彈殼從彈膛中取出。一旦彈匣頸部越過槍管延伸部分，槍機的彈簧彈射器就會將其從上機匣側面的彈射口中推出。
槍栓連動座後面是一個塑料或金屬緩衝器，與復位彈簧對齊。一旦緩衝彈簧被充分壓縮，它就開始將槍栓連動座和槍栓推回槍膛。上機匣上加工的凹槽可引導槍機凸輪銷並防止其和槍機旋轉至關閉位置。當槍機向前移動時，槍機的鎖定凸耳會從彈匣中推出新的子彈。子彈由供彈坡道引導進入彈膛。當槍機的鎖定凸耳移過槍管延伸部時，凸輪銷會扭轉到銑削到上機匣中的凹槽中。這種扭轉動作遵循在托架上切出的凹槽，並迫使槍栓扭轉並“鎖定”到槍管延伸部中。

## 特征

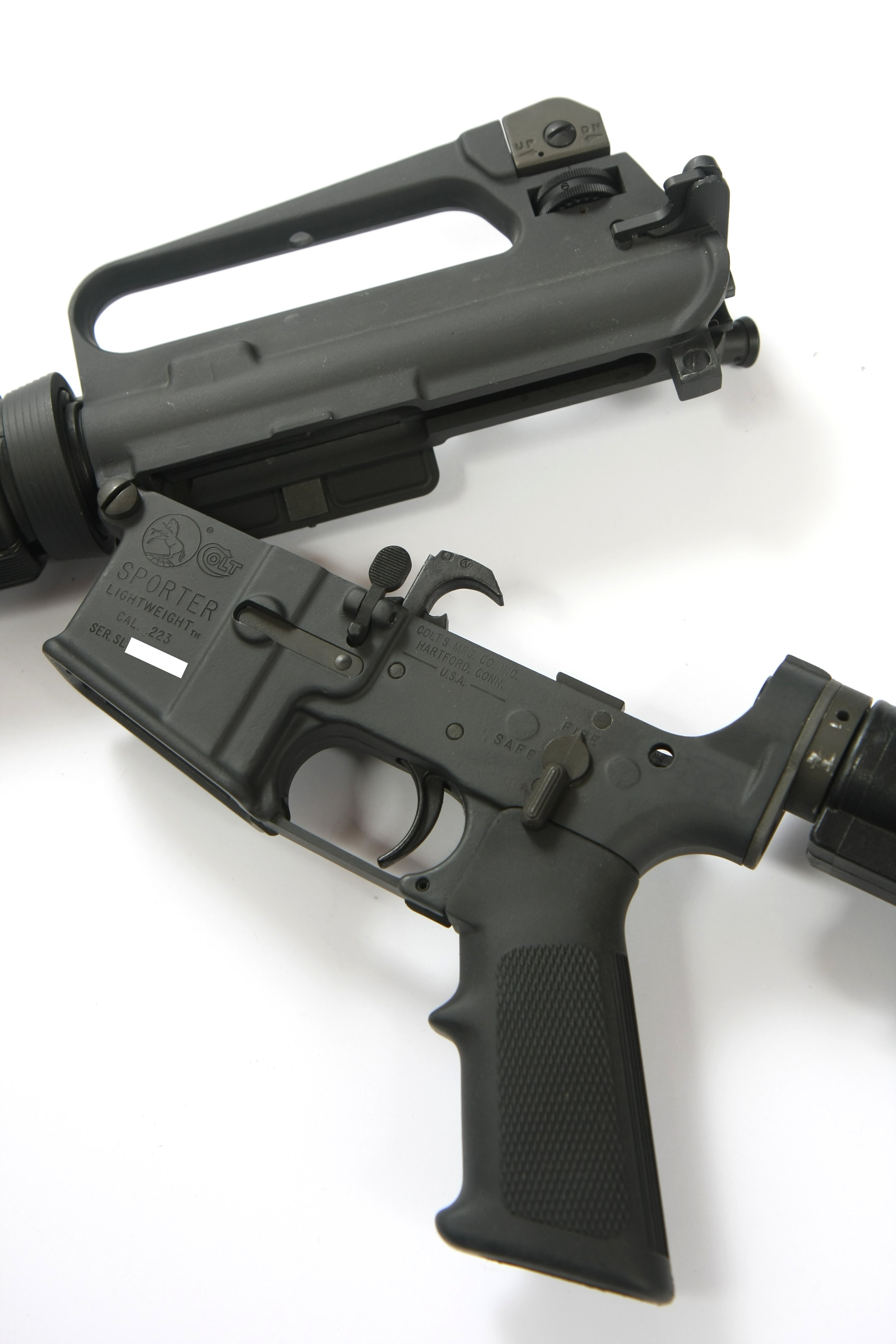
AR-15A2，上下機匣在前鉸鏈處打開

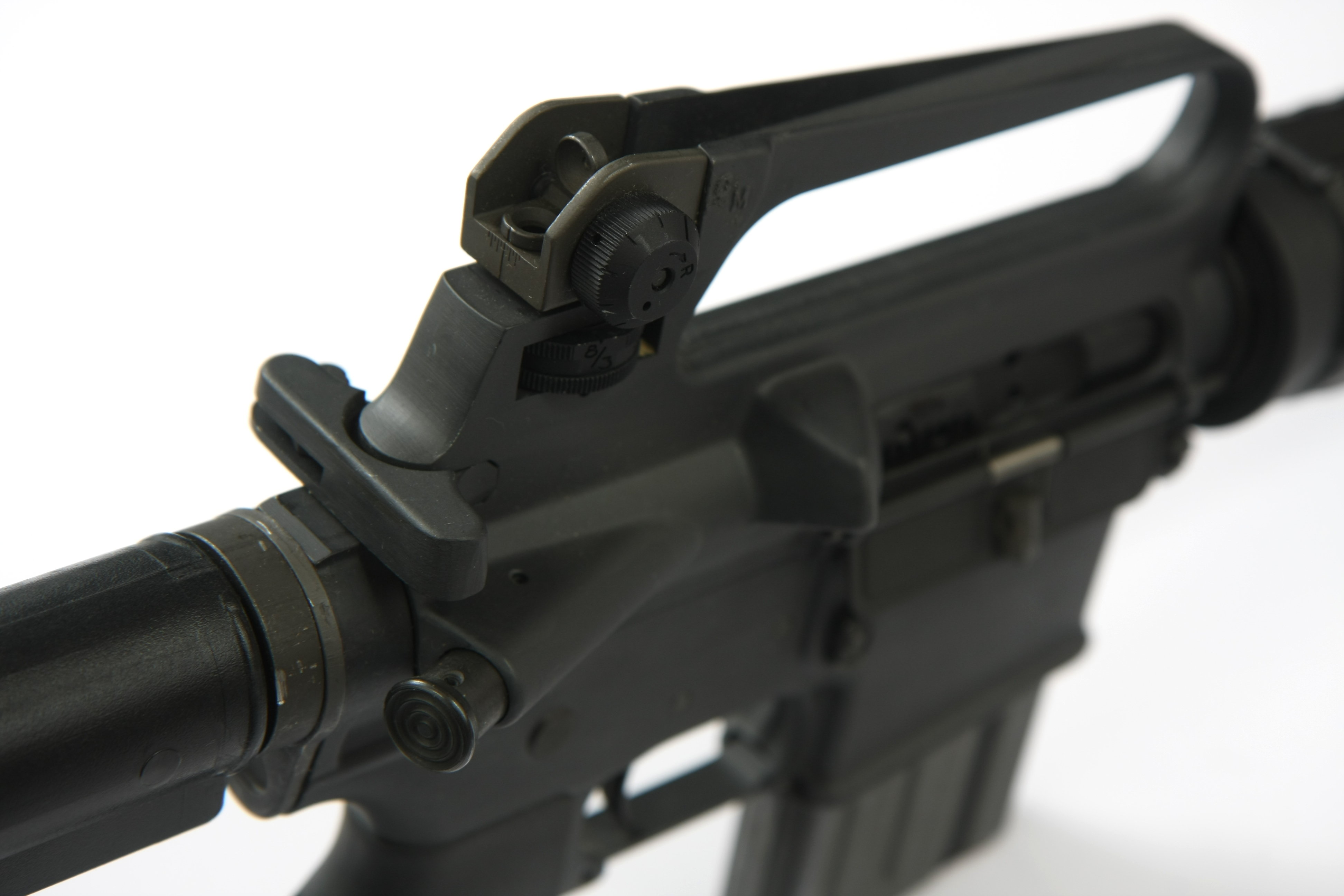
AR-15A2 最獨特的人體工程學特徵是機匣頂部的提手和照門組件。

### 上機匣
上機匣包括護木、拉機柄、復進助推器、導氣系統、槍管、槍栓和槍栓座組件。AR-15採用模組化設計。因此，一個上機匣可以快速、輕鬆地替換為另一個上機匣。上機匣可配備不同重量、長度、口徑的槍管以及帶有各種瞄準具和配件的導軌系統。標準AR-15步槍採用20英寸（510-）槍管。雖然，兩者都可配備較短的16英寸（410-）卡賓槍管和更長的24英寸（610-）槍管。
早期型號的槍管的轉率為1:12，適用於原始0.223雷明頓55-格令（3.6-克）子彈。當前型號的槍管具有1:9或 1:7轉率，適用於5.56×45mm NATO 62-格令（4.0-克）子彈。

### 下機匣
下機匣包括彈匣倉、手槍式握把、槍托、緩衝器和緩衝彈簧。下部機匣還包含扳機、隔離開關、擊鎚和火力選擇器（統稱為火力控制組）。全尺寸步槍使用固定槍托，而卡賓槍通常使用可調節伸縮槍托。
早期商用 SP-1 AR-15 使用一對0.250-英寸（6.4-）直徑的機匣推針，與軍用步槍上的推針相同。 1966 年，該公司用成對的螺母和螺釘鉸鏈替換了前銷，使用0.315-英寸-diameter（8.0-）銷，以防止射手在不使用適配器的情況下更換軍用步槍或競爭對手步槍的機匣。他們在 20 世紀 90 年代中期恢復了更小且標準化的 0.250 英寸銷的生產。 

### 瞄準器
AR-15最獨特的人體工程學特徵是機匣頂部的提把和照門組件。這是原始ArmaLite設計的副產品，其中提把用於保護拉機柄。由於視線為2.5英寸（63.5 mm），AR-15存在固有的視差問題。在較近的距離（通常在15—20米內），射手必須通過瞄準高處來進行補償，以便在需要的地方進行射擊。標準的AR-15步槍有著500 mm（19.69-英寸）視線半徑。  AR-15採用L型翻轉、孔徑照門，可調節0至300米和300至400米兩種設置。 前準星是一個可調節高度的柱子。後瞄準器可以調節風阻。可以使用子彈頭或尖頭工具來調整瞄準器。AR-15還可以在提把上安裝瞄準鏡。隨著AR-15A2的出現，增加了全新的完全可調照門，允許將照門撥入300—800米之間的特定射程設置，並且無需工具或彈藥筒即可調整風阻。  AR-15A4等當前版本具有可拆卸的提手並使用皮卡汀尼導軌，允許使用各種瞄準鏡和瞄準裝置。

### 槍口装置
柯特AR-15步槍通常有一個螺紋槍管1⁄2 ”-28 螺紋，用於結合槍口裝置的使用，例如消焰器、抑制器或槍口制退器。最初的設計“鴨嘴”具有三個尖齒或尖頭，很容易斷裂並被植被纏住。後來設計改為封閉端部以避免這個問題。最終，在A2版本的步槍上，底部端口被關閉，以減少槍口爬升並防止步槍在俯臥位置射擊時灰塵升起。由於這些原因，美軍宣稱這種槍口裝置為補償器，但更常見的名稱是“GI”、“A2”或“鳥籠”槍口裝置。 標準AR-15槍口裝置符合發射22毫米槍榴彈的STANAG尺寸要求。

### 彈匣
柯特AR-15使用20發或30發交錯排列可拆卸彈匣供彈。此外還提供低容量5發或10發彈匣，以滿足法律限制、狩獵、長凳射擊或較大彈匣不方便的情況。

### 與軍用版本的比較
民用半自動步槍和軍用型號之間的主要區別是射擊模式。軍用步槍有多種射擊模式：半自動射擊、全自動射擊模式或點放射擊模式，即扣動扳機時步槍會連續發射三發子彈。大多數部件可以在半自動步槍和精選步槍之間互換，包括彈匣、瞄準器、上機匣、槍管和配件。  軍用M4 卡賓槍通常使用14.5-英寸（370-）桶。民用步槍通常具有 16 英寸或更長的槍管，以符合《國家槍支法》 。
為了防止民用半自動AR-15被輕易改裝以與選定的火力組件一起使用，柯特改變了許多功能。更改的零件包括下機匣、槍栓連動座、擊鎚、扳機、隔離開關和安全模式射擊選擇桿。半自動槍機連動座有一個較長的減雷槽，以防止槍機與自動阻鐵嚙合。由於質量減少，緩衝彈簧更重。在選射版本中，擊鎚有一個額外的銷釘，當選擇自動射擊模式時，擊鎚會與附加的自動烙鐵相互作用，直到槍栓連動座組完成裝填為止。 在半自動步槍中使用部分選射部件將不會啟用選射選項。 按照柯特的設計，下機匣中支撐半自動扳機和擊鎚的銷釘比軍用步槍中使用的銷釘大，以防止半自動和選定的射擊部件之間的互換。 

## AR-15式步槍
“AR-15”一詞是柯特公司的註冊商標，僅用於指代其生產的半自動步槍系列。1977年柯爾特的專利到期後，其他製造商開始仿製柯特AR-15的設計，以其他名稱銷售通用的AR-15類型步槍，泛稱為“AR-15式”，包含一些並非基於AR-15原始設計的步槍和卡賓槍。
AR-15式步槍有許多製造商提供的多種配置和口徑。這些配置範圍從配備20英寸槍管的標準全尺寸步槍，到配備16英寸槍管、可調長度槍托和光學瞄準鏡的短管卡賓槍型號，到配備24英寸槍管、兩腳架和高倍率瞄準鏡的遠程目標型號。這些步槍還可能配備短行程導氣活塞系統，捨棄AR-15 步槍中的直接導氣系統標準。可用口徑包括：5.56×45mm NATO、 5.7×28mm、 6.8mm Remington SPC、.300 Blackout、9×19mm Parabellum和.458 SOCOM等。 

## 用於大規模槍擊事件
1996年4月28日至29日，馬丁·布萊恩特在亞瑟港大屠殺中使用了柯爾特AR-15和.308口徑的L1A1 SLR，造成35人死亡、23人受傷。這是澳洲現代歷史上最嚴重的大規模槍擊事件，並促成了1996年《國家槍支協議》。   

## 合法性
柯特AR-15在加利福尼亞州被點名禁止，並在Kasler v. 案中列出了其他AR型和AK型槍支的清單。洛克耶突擊武器清單。該清單將柯特AR-15 以及阿瑪萊特AR-15、大毒蛇XM-15、DPMS Panther和許多其他AR型步槍視為攻擊武器，因此在加利福尼亞州擁有是非法的。
新澤西州於1990年通過了自己的攻擊性武器禁令，成為繼加利福尼亞州之後第二個禁止該槍的州。新澤西州的禁令還包括任何具有類似功能或外觀特徵的槍支，以及許多美觀相似的玩具和仿製品。截至2023年3月，該立法仍然有效。
康涅狄格州於1993年通過了最初的攻擊性武器禁令，成為第三個點名禁止該槍的州。
聯邦攻擊性武器禁令於1994年8月25日由國會通過，很大程度上反映了之前三項州級禁令中立法的更嚴格的方面。這是對包括柯特AR-15在內的許多槍支的10年禁令。根據其日落條款，該禁令於2004年9月13日到期。
雖然上述聯邦禁令仍然有效，但四個州也紛紛效仿，頒布了自己的攻擊性武器禁令（包括馬里蘭州）。有一個州在聯邦禁令到期後頒布了這項立法。兩個州還頒布了所有權限制，但沒有具體禁止。
華盛頓特區還有效禁止擁有和持有柯特AR-15。

## 使用者
- 巴哈马
  - 巴哈馬皇家國防軍（英语：Royal Bahamas Defense Force）
- 百慕大
  - 武裝警察單位
- - 波黑武裝部隊（英语：Military of Bosnia and Herzegovina）
- 加拿大
  - 加拿大皇家騎警
  - 加拿大懲教署
- - 多米尼加共和國陸軍
- 英屬香港
  - 駐港英軍（柯特602型）
  - 皇家香港警察
    - 儀仗隊（Sporter I）
    - 水警總區（Sporter I）
    - 警察機動部隊（Sporter I、II）
      - 特別任務連（Sporter I）

    - 機場特警組（Sporter I）

  - 香港懲教署
  - 香港青少年制服團體（儀仗用途）
- 香港：沿用自1997年7月前的港英政府時期。
  - 香港警務處
    - 儀仗隊（Sporter I；配備M16A2步槍護木及M7刺刀）
    - 衝鋒隊（Sporter II）
    - 警察機動部隊（Sporter II）

  - 香港懲教署
  - 香港青少年制服團體（儀仗用途；已被56式半自動步槍及95式自動步槍取代）
- 印度尼西亞
  - 印尼國家武裝部隊
- 约旦
  - 約旦皇家陸軍（英语：Royal Jordanian Army）
- 基里巴斯
  - 警察機關
- 墨西哥
  - 墨西哥聯邦警察（英语：Federal Police (Mexico)）
- 緬甸
  - 緬甸警察部隊
- 中華民國
  - 中華民國空降特戰部隊
- 新加坡
  - 新加坡武裝部隊
- 越南共和国
  - 越南共和國軍
- 泰國
  - 泰國皇家陸軍
- 土耳其
  - 土耳其共和國總參謀部（英语：General Staff of the Republic of Turkey）特種部隊司令部（英语：Special Forces Command (Turkey)）
- 英国
  - 英國陸軍
    - 特種空勤團（柯特602型；已退役）
    - 傘兵團（柯特602型；已退役）

  - 英國皇家海軍
    - 特別舟艇隊（柯特602型；已退役）
- 美国
  - 大量地方警察局
  - 美國國家稅務局刑事調查部
- 越南
  - 水上警察